# Cigla
Cigla este o comună slovacă, aflată în districtul Svidník din regiunea Prešov. Localitatea se află la altitudinea de 377 m deasupra n.m., se întinde pe o suprafață de 4,87 km2 și în 2017 număra 76 de locuitori.

## Istoric
Localitatea Cigla este atestată documentar din 1427.

## Demografie
| An:                | 1994 | 2004   | 2014    | 2024    |
| ------------------ | ---- | ------ | ------- | ------- |
| Număr de persoane: | 86   | 80     | 97      | 79      |
| Diferență:         |      | −6,97% | +21,25% | −18,55% |

| An:                | 2023 | 2024   |
| ------------------ | ---- | ------ |
| Număr de persoane: | 77   | 79     |
| Diferență:         |      | +2,59% |